# Exploitation forestière illégale à Madagascar

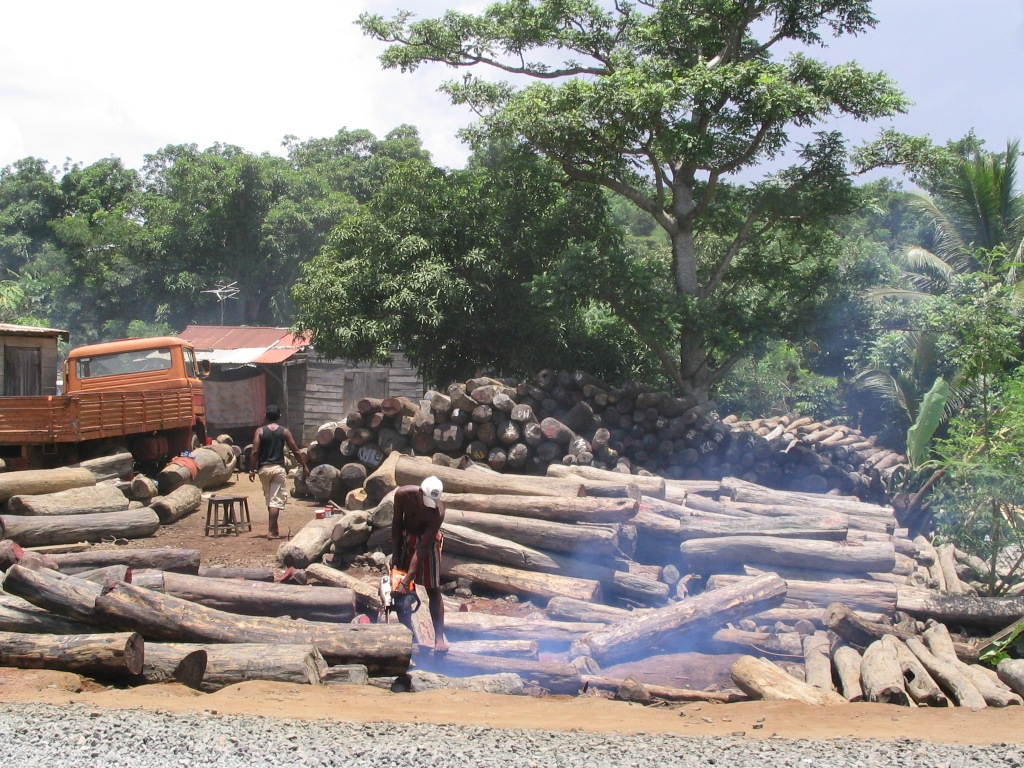
Exploitation illégale de palissandre.

L’exploitation forestière illégale à Madagascar consiste dans la coupe, la vente et l'exportation clandestines de bois précieux, notamment du Dalbergia maritima (bois de rose malgache) et du palissandre à Madagascar. Principalement orienté vers le marché chinois, ce trafic devient particulièrement préoccupant au milieu des années 2000, prospérant sur la pauvreté locale, le prix de cette matière première, la corruption des autorités et l'instabilité politique. La répression se met cependant en place avec le soutien des instances internationales.

## Historique
Le roi Andrianampoinimerina (1787-1810) applique une première politique de gestion des forêts malgaches en interdisant le feu, n'autorisant que son utilisation dans le cadre des travaux de forge. Il qualifie la forêt de « patrimoine non susceptible de répartition entre mes sujets… c’est là que les orphelins, les veuves et tous les malheureux viendront chercher leurs moyens d’existence car sans cela ils n’auraient aucune ressource, ne pouvant rien vendre ». La reine Ranavalona II (1829-1883) publie en 1881 un texte de loi de 305 articles, dont 6 consacrés à la protection forestière et prévoyant des sanctions pour les contrevenants. La loi ne permit pas de freiner les opérations de destruction de la forêt des riverains.
Après la conquête coloniale de Madagascar par la France, un service forestier est mis en place sur le modèle du code forestier du 21 mai 1827 de la métropole, et des textes de loi concernant l'exploitation forestière, le défrichement, le droit d'usage et les feux de brousse sont introduits. Les autorités locales ne renforcent cependant pas ces textes. Le pouvoir colonisateur a lui-même l'ambition de transformer de nombreuses zones forestières en terres agricoles. Un décret de 1930 vise à renforcer le droit de l'État sur les forêts. Le personnel d'administration des forêts reste cependant limité - 80 personnes - et la loi peine à être appliquée.
Dans les années 1920, le naturaliste Perrier de la Bâthie, qui affirme que la grande île était jadis entièrement boisée, souligne que 200 000 hectares de forêts disparaissaient chaque année à Madagascar et initie en 1927 la création d'espaces forestiers protégés (6 aires couvrant 373 000 hectares). Cette nouvelle politique est dure à mettre en place car va à l'encontre des droits légitimes des populations riveraines à utiliser librement leurs ressources naturelles.
À partir des années 1970, des opérations de reboisement sont engagées, mais les budgets consacrés à la protection des forêts commença à décliner graduellement sur les 20 années suivantes. En décembre 1990, le Plan d'action environnemental (PAE) est introduit par le gouvernement, avec une première phase courant de 1991 à 1997 et prévoyant la mise en place de l'Office national de l'environnement (ONE) et de l'Agence nationale de gestion des aires protégées (ANGAP), deux entités qui n'actent cependant pas en qualité de police des forêts. La question de la légitimité locale de l'État est toujours au centre des problèmes d'application des lois. Une décentralisation législative est envisagée, prévoyant de recourir à la dina entre les fokolonona. La loi 96-025 introduite en mai 1995 prévoit d'impliquer les populations locales dans le processus de gestion des forêts.
| Années | Nombre d'agents |
| ------ | --------------- |
| 1900   | 2               |
| 1921   | 10              |
| 1934   | 57              |
| 1937   | 801             |
| 1987   | 9002            |
| 1995   | 4934            |
| 2000   | 5155            |
| 2004   | 11206           |

De 1997 à 2001, les bailleurs de fonds internationaux financent à hauteur de 91,4 millions de dollars la mise en place des politiques forestières à Madagascar. En 2006, six millions d'hectares supplémentaires de forêts sont protégés.

## Caractéristiques

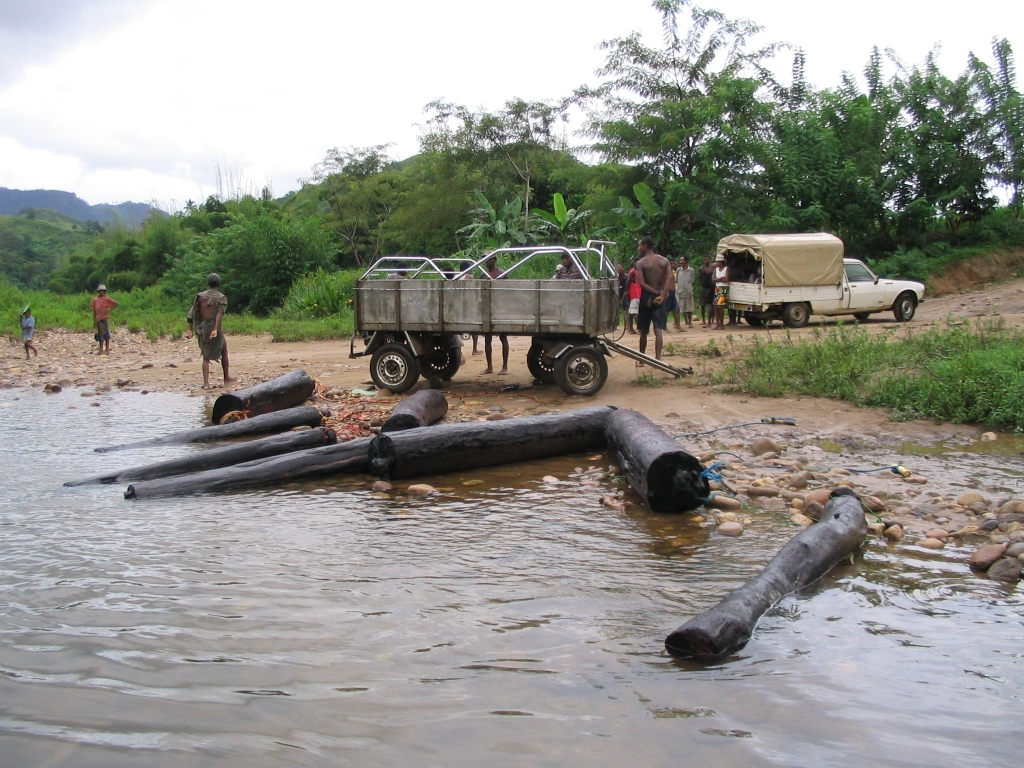
Transport illégal de bois de rose en 2010.

L'abattage de bois précieux est devenu l'une des menaces les plus graves pour les forêts tropicales du nord-est de Madagascar dans les années 2000. 
Ce trafic suppose une forte mobilisation de main-d'œuvre entre des locaux qui coupent manuellement les arbres et un réseau d'exportateurs, de transporteurs nationaux et de fonctionnaires corrompus. Une étude menée auprès des bûcherons dans le parc national de Marojejy révèle trois facteurs explicatifs à la récolte illicite de trois espèces de Dalbergia ( D. baronii et D. madagascariensis, classées comme vulnérables, et D. louvelii, menacée) : la dévalorisation de la vanille dans un contexte de crise économique, le prix élevé des bois précieux et la pauvreté. 
Des permis de collecte temporaires furent accordés pour le mois de mars 2004 dans la région Sava après le passage du cyclone Gafilo, autorisant uniquement le prélèvement des bois tombés en dehors des aires protégées, restrictions cependant difficilement applicables faute de contrôles suffisant. Des exportateurs ont alors encouragé les agriculteurs à abattre du bois de rose, du palissandre et des ébènes sans se soucier de leur origine. 
En 2009, alors que la collecte avait été autorisé sous conditions, la fraude pour l'ensemble de la filière fut estimée à 4,6 millions de dollars, tandis que la vente des exportations, légales ou non, rapporta 20,5 millions de dollars.
En 2018, le prix de la tonne varie entre 20 000 et 25 000 dollars. En 2018, deux journalistes travaillant pour le groupe Organized Crime and Corruption Reporting Project ont enquêté sur le fonctionnement de la filière. Les clients paient une part de la somme convenue à l'avance, parfois revue à la baisse grâce aux complicités avec une autorité locale, et la marchandise transite par de petits ports dans des cargaisons sous un faux étiquetage, notamment à l'île Maurice,.

## Mesures de contrôle
Un arrêté interministériel du 30 avril 2000 interdit l'exportation de grumes d'ébène et de bois de rose, limitant leur vente à l'international pour les bois travaillés et semi-travaillés. Un arrêt de 2006 étend la prohibition de l'exploitation des forêts naturelles aux bois semi-travaillés, mais comprend une certaine ambiguïté, puis qu'il autorise l'exportation des bois précieux sous forme de produits finis. Autorisé en 2009 pour 13 opérateurs, l'exploitation de bois de rose a culminé cette année-là et en 2010, avant son interdiction en 2011 par le gouvernement de transition. L'exportation légale s'est accompagnée d'une hausse de la vente clandestine, principalement à destination de la Chine. 
En 2013, les services de sécurité peinent à demander des comptes aux opérateurs de bois précieux en raison du manque de volonté politique et de la crainte des magistrats de s'attaquer à des réseaux puissants et impunis. Entre 2003 et 2013, sur 40 infractions, les peines n'ont pas excédé deux ans de prison et le total des amendes approcherait les 440 280 dollars . Une première incarcération a lieu début 2019. Lors de la Convention sur le commerce international des espèces de faune et de flore sauvages menacées d'extinction de 2019, le ministère de l'Environnement a annoncé la fin de la commercialisation de bois précieux et a rappelé la condamnation de vingt accusés par la  Cour spéciale de lutte contre le trafic de bois de rose et bois d’ébène, un tribunal créé en 2015 mais effectif depuis 2018.
En coopération avec la Banque mondiale, le gouvernement a encouragé la vente de bois de rose confisqué pour vider les stocks afin de stopper les chaînes d'approvisionnement et la spéculation sur cette matière première. L'étude des scénarios possibles pour les modalités de cet écoulement montre que si aucune approche n'est entièrement satisfaisante à la fois du point vue de la protection de l'environnement, de la lutte contre la criminalité et de la rentabilité économique, l'exportation paraît la solution la moins stratégique, le commerce intérieur offre des avantages pour le développement avec des risques de blanchiment et la destruction offre un message fort pour la conservation mais n'assure pas de retombées marchandes, comme le stockage à long terme.
En février 2021, le Bureau des Affaires Internationales de Stupéfiants et d'Application de la Loi des États-Unis alloue une subvention de 2 millions de dollars pour financer la lutte contre le trafic d’espèces sauvages et l’exploitation forestière illégale à Madagascar, dans le cadre du Eliminate, Neutralize, and Disrupt (END) Wildlife Trafficking Act.